# Grandes valores del tango
Grandes Valores del Tango fue un exitoso programa televisivo argentino dedicado a la difusión del tango. Tiene su origen en un programa radial, que comenzó sus emisiones en 1951, conducido por Alejandro Romay.

## Historia
Comenzó a emitirse a fines de 1963 por Canal 9, bajo la conducción de Hugo del Carril con el nombre de La cabalgata de los grandes valores y dirección desde 1966 de Martha Reguera Pronto fue reemplazado por Juan Carlos Thorry. En 1968, Alejandro Romay contrató a Armando Cupo para dirigir la orquesta estable del programa, en la que participaron también Kicho Díaz, Hugo Baralis y Armando Calderaro. Ya con conducción y producción de Reguera en 1969 pasó a llamarse Grandes valores del tango.
A partir de 1972 estuvo conducido por Silvio Soldán, quien lo animó durante casi dos décadas, hasta el final del ciclo en 1992.
El programa continuó hasta 1975 que pasó a llamarse Grandes Valores de Hoy y de Siempre. Por ambos programas pasaron los más destacados cantantes, orquestas y conjuntos
Otros colaboradores del programa fueron Mario Ferro,Martha Bugallo y Jorge Vede en la escenografía, Juan Carlos Suárez, Rogelio Suárez, José Bongiorno en la iluminación, Juan de Dios González, Víctor Pérez y José Giubilei como responsable del sonido y Leo Lipesker, Pancho Nolé en la dirección musical, los asistentes de dirección Raúl Lecouna, Gerardo González, Alejandro Faura,  Cristina Palacios, Carlos J.A. Koller, José María Varona, Carlos Carcavallo, Jorge Luna di Palma, Piero del Piano, Eduardo Macho, José A. Vellido y los asistentes de producción Vilma Ledesma, Sara Prestipino, Adolfo Genauer y Mónica Ríos de Gamba.Directores: Martha Reguera, Manuel Vicente, José Manuel Durán, Ramón Bouzada, Raúl Caserta.